# Mistrovství světa v krasobruslení 2013
Mistrovství světa v krasobruslení 2013 se konalo v kanadském Londone, ležícím v ontarijské provincii. Šampionát hostila víceúčelová sportovní hala Budweiser Gardens, a to v období od 10. do 17. března 2013 ve čtyřech soutěžních disciplínách: muži, ženy, taneční páry a sportovní dvojice.
Podle úspěšnosti výprav z tohoto šampionátu byl přidělen vyšší počet startujících na Mistrovství světa 2014 a také pro Zimní olympijské hry 2014.

## Mistrovství světa
Mezinárodní bruslařská unie (ISU) zvolila ontarijský Londýn za dějiště mistrovství světa na svém zasedání v červnu 2010. Naposledy předtím se šampionát na kanadském území konal v roce 2006, když jej hostilo Calgary. Náklady byly odhadovány na 12 miliónu kanadských dolarů. Celková výše zisku měla dle předpokladů činit 22–28 miliónů dolarů.

## Kvalifikační kritéria
Šampionátu se mohli zúčastnit krasobruslaři registrovaní v evropských národních svazech, kteří k 1. červenci 2012 dovršili minimální hranici 15 let věku. Další podmínkou kvalifikace bylo překročení minimální hodnoty v technických elementech (technical elements score; TES) na mezinárodní soutěži v průběhu aktuální či předchozí sezóny. Minimální hranice technických elementů v jednotlivých disciplínách je uvedena v tabulce:
|                          | Minimální TES programu | Minimální TES programu | Minimální TES programu | Minimální TES programu |
| Soutěž                   | krátký program         | volná jízda            |                        |                        |
| ------------------------ | ---------------------- | ---------------------- | ---------------------- | ---------------------- |
| Muži                     | 32                     | 60                     |                        |                        |
| Ženy                     | 26                     | 46                     |                        |                        |
| Sportovní dvojice        | 24                     | 41                     |                        |                        |
| Taneční páry             | 29                     | 39                     |                        |                        |
| TES – technické elementy |                        |                        |                        |                        |

Na dva či tři závodníky v konkrétní kategorii získal národní svaz nárok podle bodů, které vzešly z umístění na minulém mistrovství světa.
| Počet | Muži                                  | Ženy                      | Sportovní dvojice                            | Taneční páry               |
| ----- | ------------------------------------- | ------------------------- | -------------------------------------------- | -------------------------- |
| 3     | Kanada Francie Japonsko               | Itálie Japonsko Rusko     | Rusko Čína                                   | Kanada Spojené státy Rusko |
| 2     | Česko Itálie Kazachstán Spojené státy | Čína Gruzie Spojené státy | Japonsko Kanada Spojené státy Itálie Německo | Itálie Francie             |

## Program
- Středa, 13. března
  - 11:00 – sportovní dvojice, krátký program
  - 15:45 – zahajovací ceremoniál, muži, krátký program

- Čtvrtek, 14. března
  - 10:30 – ženy, krátký program
  - 17:15 – taneční páry, krátký tanec

- Pátek, 15. března
  - 11:45 – sportovní dvojice, volná jízda, including victory ceremony
  - 17:45 – muži, volná jízda, ceremoniál vítězů

- Sobota, 16. března
  - 14:30 – taneční páry, volný tanec, ceremoniál vítězů
  - 19:00 – ženy, volná jízda, ceremoniál vítězek

- Neděle, 17. března
  - 14:00 – exhibice

## Mediální pokrytí
V České republice vysílal mistrovství světa veřejnoprávní program ČT sport. Průběh šampionátu komentoval Miroslav Langer.

## Výsledky

### Muži
| 1.                              | Patrick Chan             | Kanada        | 267.78 | 1  | 98.37 | 2  | 169.41 |
| 2.                              | Denis Ten                | Kazachstán    | 266.48 | 2  | 91.56 | 1  | 174.92 |
| 3.                              | Javier Fernández         | Španělsko     | 249.06 | 7  | 80.76 | 4  | 168.30 |
| 4.                              | Juzuru Hanju             | Japonsko      | 244.99 | 9  | 75.94 | 3  | 169.05 |
| 5.                              | Kevin Reynolds           | Kanada        | 239.98 | 3  | 85.16 | 7  | 154.82 |
| 6.                              | Daisuke Takahaši         | Japonsko      | 239.03 | 4  | 84.67 | 8  | 154.36 |
| 7.                              | Max Aaron                | Spojené státy | 238.36 | 8  | 78.20 | 6  | 160.16 |
| 8.                              | Takahito Mura            | Japonsko      | 234.18 | 11 | 73.46 | 5  | 160.72 |
| 9.                              | Brian Joubert            | Francie       | 232.26 | 5  | 84.17 | 10 | 148.09 |
| 10.                             | Michal Březina           | Česko         | 229.00 | 6  | 83.09 | 11 | 145.91 |
| 11.                             | Peter Liebers            | Německo       | 216.84 | 13 | 71.20 | 12 | 145.64 |
| 12.                             | Florent Amodio           | Francie       | 216.83 | 10 | 75.73 | 15 | 141.10 |
| 13.                             | Andrei Rogozine          | Kanada        | 216.60 | 18 | 67.35 | 9  | 149.25 |
| 14.                             | Ross Miner               | Spojené státy | 211.90 | 14 | 70.24 | 13 | 141.66 |
| 15.                             | Song Nan                 | Čína          | 207.68 | 12 | 73.03 | 18 | 134.65 |
| 16.                             | Miša Ge                  | Uzbekistán    | 207.50 | 15 | 68.45 | 16 | 139.05 |
| 17.                             | Maxim Kovtun             | Rusko         | 207.40 | 19 | 65.85 | 14 | 141.55 |
| 18.                             | Alexander Majorov        | Švédsko       | 204.29 | 16 | 68.32 | 17 | 135.97 |
| 19.                             | Jorik Hendrickx          | Belgie        | 192.19 | 23 | 62.04 | 19 | 130.15 |
| 20.                             | Viktor Pfeifer           | Rakousko      | 189.44 | 21 | 64.10 | 20 | 125.34 |
| 21.                             | Tomáš Verner             | Česko         | 180.50 | 17 | 68.05 | 22 | 112.45 |
| 22.                             | Viktor Romanenkov        | Estonsko      | 177.09 | 20 | 65.33 | 23 | 111.76 |
| 23.                             | Jakov Godoroža           | Ukrajina      | 174.98 | 24 | 61.88 | 21 | 113.10 |
| 24.                             | Justus Strid             | Dánsko        | 165.23 | 22 | 63.25 | 24 | 101.98 |
| nepostoupili se do volných jízd |                          |               |        |    |       |    |        |
| 25.                             | Maciej Cieplucha         | Polsko        |        | 25 | 60.96 |    |        |
| 26.                             | Kim Jin-Seo              | Jižní Korea   |        | 26 | 60.75 |    |        |
| 27.                             | Paolo Bacchini           | Itálie        |        | 27 | 60.31 |    |        |
| 28.                             | Abzal Rakimgalijev       | Kazachstán    |        | 28 | 59.14 |    |        |
| 29.                             | Zoltán Kelemen           | Rumunsko      |        | 29 | 58.24 |    |        |
| 30.                             | Ronald Lam               | Hongkong      |        | 30 | 57.94 |    |        |
| 31.                             | Alexej Byčenko           | Izrael        |        | 31 | 57.53 |    |        |
| 32.                             | Kim Lucine               | Monako        |        | 32 | 57.35 |    |        |
| 33.                             | Paul Bonifacio Parkinson | Itálie        |        | 33 | 51.54 |    |        |
| 34                              | Christopher Caluza       | Filipíny      |        | 34 | 49.15 |    |        |
| WD                              | Pavel Ignatěnko          | Bělorusko     |        | WD |       |    |        |

- WD – odstoupil

### Ženy
| 1.                           | Kim Ju-na                | Jižní Korea        | 218.31 | 1  | 69.97 | 1  | 148.34 |
| 2.                           | Carolina Kostnerová      | Itálie             | 197.89 | 2  | 66.86 | 3  | 131.03 |
| 3.                           | Mao Asadaová             | Japonsko           | 196.47 | 6  | 62.10 | 2  | 134.37 |
| 4.                           | Kanako Murakamiová       | Japonsko           | 189.73 | 3  | 66.64 | 7  | 123.09 |
| 5.                           | Ashley Wagnerová         | Spojené státy      | 187.34 | 5  | 63.98 | 6  | 123.36 |
| 6.                           | Gracie Gold              | Spojené státy      | 184.25 | 9  | 58.85 | 5  | 125.40 |
| 7.                           | Li Zijun                 | Čína               | 183.85 | 12 | 56.31 | 4  | 127.54 |
| 8.                           | Kaetlyn Osmondová        | Kanada             | 176.82 | 4  | 64.73 | 10 | 112.09 |
| 9.                           | Adelina Sotnikovová      | Rusko              | 175.98 | 8  | 59.62 | 9  | 116.36 |
| 10.                          | Jelizaveta Tuktamiševová | Rusko              | 174.24 | 14 | 54.72 | 8  | 119.52 |
| 11.                          | Maé Bérénice Méitéová    | Francie            | 165.03 | 11 | 56.90 | 11 | 108.13 |
| 12.                          | Akiko Suzukiová          | Japonsko           | 164.59 | 7  | 61.17 | 13 | 103.42 |
| 13.                          | Alena Leonovová          | Rusko              | 159.06 | 13 | 56.30 | 14 | 102.76 |
| 14.                          | Viktoria Helgessonová    | Švédsko            | 158.80 | 10 | 58.36 | 15 | 100.44 |
| 15.                          | Natalia Popovová         | Ukrajina           | 155.52 | 17 | 51.67 | 12 | 103.85 |
| 16.                          | Jelena Glebovová         | Estonsko           | 152.49 | 15 | 54.59 | 16 | 97.90  |
| 17.                          | Monika Simančíková       | Slovensko          | 149.02 | 19 | 51.18 | 17 | 97.84  |
| 18.                          | Valentina Marcheiová     | Itálie             | 147.23 | 21 | 50.41 | 18 | 96.82  |
| 19.                          | Nathalie Weinzierlová    | Německo            | 142.48 | 24 | 48.14 | 19 | 94.34  |
| 20.                          | Jenna McCorkellová       | Spojené království | 142.27 | 18 | 51.23 | 21 | 91.04  |
| 21.                          | Brooklee Hanová          | Austrálie          | 141.88 | 20 | 50.62 | 20 | 91.26  |
| 22.                          | Sonia Lafuenteová        | Španělsko          | 139.66 | 16 | 52.44 | 23 | 87.22  |
| 23.                          | Zhang Kexin              | Čína               | 137.41 | 23 | 48.80 | 22 | 88.61  |
| 24.                          | Kerstin Franková         | Rakousko           | 127.98 | 22 | 49.66 | 24 | 78.32  |
| nepostoupily do volných jízd |                          |                    |        |    |       |    |        |
| 25.                          | Isadora Williamsová      | Brazílie           |        | 25 | 46.63 |    |        |
| 26.                          | Anita Madsenová          | Dánsko             |        | 26 | 46.16 |    |        |
| 27.                          | Carol Bressanuttiová     | Itálie             |        | 27 | 44.51 |    |        |
| 28.                          | Kaat Van Daeleová        | Belgie             |        | 28 | 42.51 |    |        |
| 29.                          | Jelena Gedevanišviliová  | Gruzie             |        | 29 | 42.40 |    |        |
| 30.                          | Tina Stuerzingerová      | Švýcarsko          |        | 30 | 42.36 |    |        |
| 31.                          | Juulia Turkkilová        | Finsko             |        | 31 | 40.70 |    |        |
| 32.                          | Anne Line Gjersemová     | Norsko             |        | 32 | 38.53 |    |        |
| 33.                          | Inga Janulevičiūtėová    | Litva              |        | 33 | 36.79 |    |        |
| 34.                          | Patricia Gleščičová      | Slovinsko          |        | 34 | 36.66 |    |        |
| 35.                          | Alina Fjodorovová        | Lotyšsko           |        | 35 | 36.44 |    |        |

### Sportovní dvojice
| 1.                           | Taťjana Volosožarová / Maxim Traňkov          | Rusko              | 225.71 | 1  | 75.84 | 1  | 149.87 |
| 2.                           | Aljona Savčenková / Robin Szolkowy            | Německo            | 205.56 | 3  | 73.47 | 2  | 132.09 |
| 3.                           | Meagan Duhamelová / Eric Radford              | Kanada             | 204.56 | 2  | 73.61 | 3  | 130.95 |
| 4.                           | Kirsten Mooreová-Towersová / Dylan Moscovitch | Kanada             | 199.50 | 5  | 69.25 | 5  | 130.25 |
| 5.                           | Pang Qing / Tong Jian                         | Čína               | 194.64 | 6  | 63.95 | 4  | 130.69 |
| 6.                           | Juko Kavagutiová / Alexandr Smirnov           | Rusko              | 191.59 | 4  | 69.98 | 7  | 121.61 |
| 7.                           | Věra Bazarov / Jurij Larionov                 | Rusko              | 184.72 | 7  | 61.91 | 6  | 122.81 |
| 8.                           | Vanessa Jamesová / Morgan Ciprès              | Francie            | 180.17 | 8  | 60.98 | 8  | 119.19 |
| 9.                           | Alexa Scimecová / Chris Knierim               | Spojené státy      | 173.51 | 12 | 55.73 | 9  | 117.78 |
| 10.                          | Stefania Bertonová / Ondřej Hotárek           | Itálie             | 171.77 | 9  | 59.07 | 10 | 112.70 |
| 11.                          | Peng Cheng / Zhang Hao                        | Čína               | 167.18 | 10 | 58.52 | 11 | 108.66 |
| 12.                          | Sui Wenjing / Han Cong                        | Čína               | 165.89 | 11 | 57.65 | 13 | 108.24 |
| 13.                          | Marissa Castelliová / Simon Shnapir           | Spojené státy      | 164.00 | 13 | 55.68 | 12 | 108.32 |
| 14.                          | Nicole Dellaová Monicová / Matteo Guarise     | Itálie             | 136.03 | 15 | 47.82 | 14 | 88.21  |
| 15.                          | Stacey Kempová / David King                   | Spojené království | 133.56 | 14 | 48.60 | 16 | 84.96  |
| 16.                          | Mari Vartmannová / Aaron Van Cleave           | Německo            | 133.12 | 16 | 47.36 | 15 | 85.76  |
| nepostoupili do volných jízd |                                               |                    |        |    |       |    |        |
| 17.                          | Jelizaveta Makarovová / Leri Kenčadze         | Bulharsko          |        | 17 | 36.48 |    |        |
| 18.                          | Magdalena Klatková / Radosław Chruściński     | Polsko             |        | 18 | 35.44 |    |        |

### Taneční páry
| 1.                            | Meryl Davisová / Charlie White            | Spojené státy      | 189.56 | 1  | 77.12 | 1  | 112.44 |
| 2.                            | Tessa Virtueová / Scott Moir              | Kanada             | 185.04 | 2  | 73.87 | 2  | 111.17 |
| 3.                            | Jekatěrina Bobrovová / Dmitrij Solovjov   | Rusko              | 169.19 | 3  | 70.05 | 4  | 99.14  |
| 4.                            | Anna Cappelliniová / Luca Lanotte         | Itálie             | 168.04 | 5  | 67.93 | 3  | 100.11 |
| 5.                            | Kaitlyn Weaverová / Andrew Poje           | Kanada             | 166.20 | 6  | 67.54 | 5  | 98.66  |
| 6.                            | Nathalie Péchalatová / Fabian Bourzat     | Francie            | 165.60 | 4  | 69.65 | 7  | 95.95  |
| 7.                            | Madison Chocková / Evan Bates             | Spojené státy      | 163.93 | 7  | 66.74 | 6  | 97.19  |
| 8.                            | Maia Shibutaniová / Alex Shibutani        | Spojené státy      | 157.71 | 8  | 66.14 | 9  | 91.57  |
| 9.                            | Jelena Ilinychová / Nikita Kacalapov      | Rusko              | 157.52 | 9  | 66.07 | 10 | 91.45  |
| 10.                           | Nelli Zhiganshinová / Alexander Gazsi     | Německo            | 154.27 | 11 | 60.59 | 8  | 93.68  |
| 11.                           | Jekatěrina Rjazanovová / Ilja Tkačenko    | Rusko              | 149.78 | 13 | 59.52 | 11 | 90.26  |
| 12.                           | Pernelle Carronová / Lloyd Jones          | Francie            | 145.98 | 12 | 60.58 | 12 | 85.40  |
| 13.                           | Penny Coomesová / Nicholas Buckland       | Spojené království | 145.71 | 10 | 63.66 | 17 | 82.05  |
| 14.                           | Siobhan Heekinová-Canedyová / Dmitrij Dun | Ukrajina           | 141.88 | 14 | 59.20 | 16 | 82.68  |
| 15.                           | Isabella Tobiasová / Deividas Stagniūnas  | Litva              | 141.64 | 18 | 57.39 | 13 | 84.25  |
| 16.                           | Julia Zlobinová / Alexej Sitnikov         | Ázerbájdžán        | 141.44 | 17 | 57.80 | 14 | 83.64  |
| 17.                           | Charlene Guignardová / Marco Fabbri       | Itálie             | 140.95 | 16 | 57.89 | 15 | 83.06  |
| 18.                           | Piper Gillesová / Paul Poirier            | Kanada             | 140.02 | 15 | 58.61 | 18 | 81.41  |
| 19.                           | Sara Hurtadová / Adrià Díaz               | Španělsko          | 131.28 | 20 | 53.12 | 19 | 78.16  |
| 20.                           | Cathy Reed / Chris Reed                   | Japonsko           | 129.94 | 19 | 53.95 | 20 | 75.99  |
| nepostoupili do volného tance |                                           |                    |        |    |       |    |        |
| 21.                           | Lucie Myslivečková / Neil Brown           | Česko              |        | 21 | 51.82 |    |        |
| 22.                           | Olesia Karmiová / Max Lindholm            | Finsko             |        | 22 | 48.06 |    |        |
| 23.                           | Allison Reedová / Vasili Rogov            | Izrael             |        | 23 | 46.63 |    |        |
| 24.                           | Zsuzsanna Nagyová / Mate Fejes            | Maďarsko           |        | 24 | 45.60 |    |        |
| 25.                           | Irina Štorková / Taavi Rand               | Estonsko           |        | 25 | 45.29 |    |        |
| 26.                           | Federica Testová / Lukas Csolley          | Slovensko          |        | 26 | 44.73 |    |        |
| 27.                           | Justyna Plutowská / Peter Gerber          | Polsko             |        | 27 | 44.00 |    |        |
| 28.                           | Alisa Agafonovová / Alper Ucar            | Turecko            |        | 28 | 43.98 |    |        |
| 29.                           | Viktoria Kavaljovová / Jurij Bjeljajev    | Bělorusko          |        | 29 | 32.50 |    |        |

## Medailové pořadí

### Pořadí národů
| Pořadí | Země                   | Zlato | Stříbro | Bronz | Celkově |
| 1.     | Kanada                 | 1     | 1       | 1     | 3       |
| 2.     | Rusko                  | 1     | 0       | 1     | 2       |
| 3.     | Jižní Korea            | 1     | 0       | 0     | 1       |
| 3.     | Spojené státy americké | 1     | 0       | 0     | 1       |
| 5.     | Německo                | 0     | 1       | 0     | 1       |
| 5.     | Itálie                 | 0     | 1       | 0     | 1       |
| 5.     | Kazachstán             | 0     | 1       | 0     | 1       |
| 8.     | Španělsko              | 0     | 0       | 1     | 1       |
| 8.     | Japonsko               | 0     | 0       | 1     | 1       |

### Medailisté
| Soutěž            | Zlato                              | Stříbro                          | Bronz                                |
| Muži              | Patrick Chan                       | Denis Ten                        | Javier Fernández                     |
| Ženy              | Kim Ju-na                          | Carolina Kostnerová              | Mao Asadaová                         |
| Sportovní dvojice | Tatiana Volosožarová Maxim Traňkov | Aljona Savčenková Robin Szolkowy | Meagan Duhamelová Eric Radford       |
| Taneční páry      | Meryl Davisová Charlie White       | Tessa Virtueová Scott Moir       | Jekatěrina Bobrovová Dmitri Solovjov |